# Gęsiówka szorstkowłosista
Gęsiówka szorstkowłosista (Arabis hirsuta (L.) Scop.) – gatunek rośliny zielnej z rodziny kapustowatych. Występuje w Azji, Europie i Ameryce Północnej. W Polsce średnio pospolity.

## Morfologia

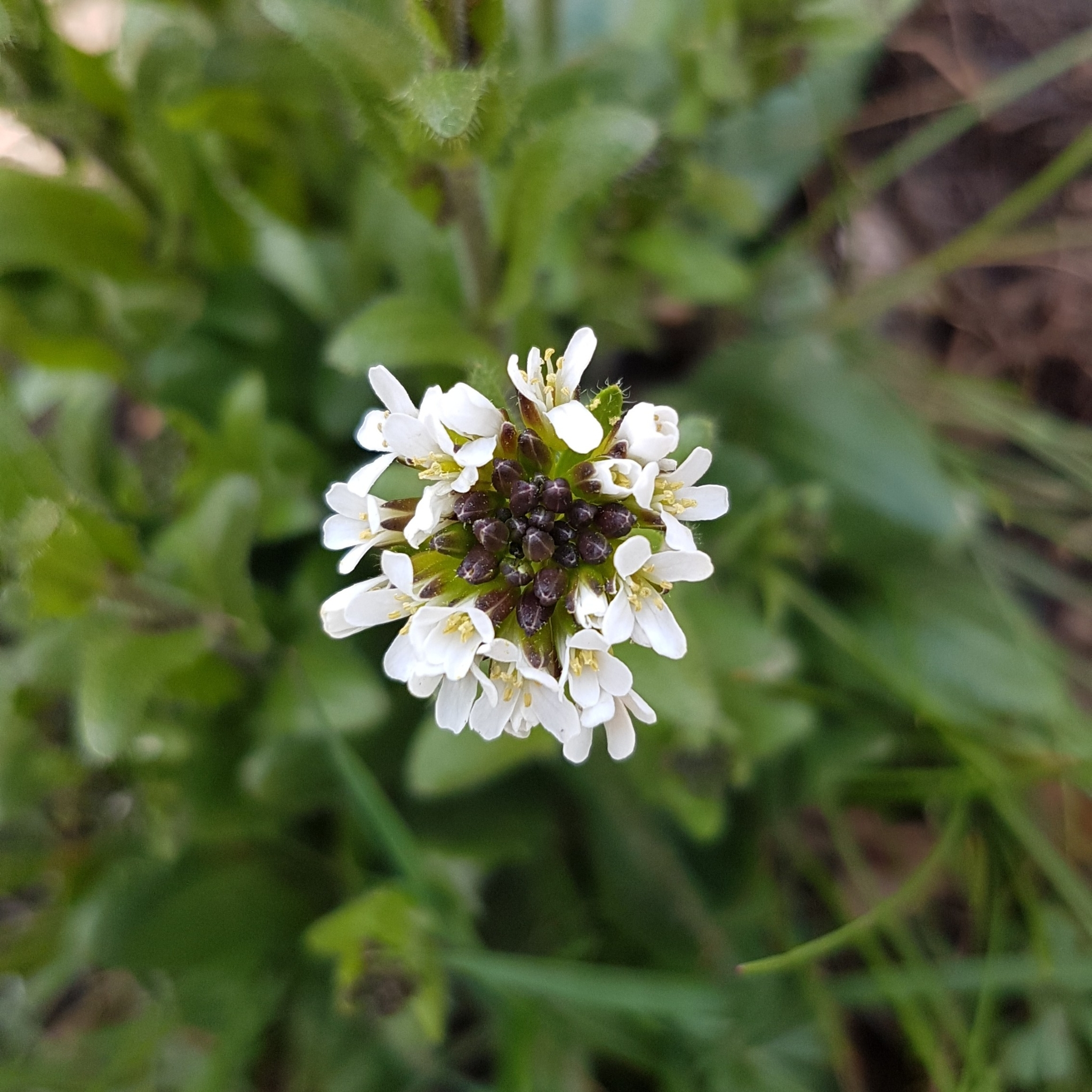
Kwiaty

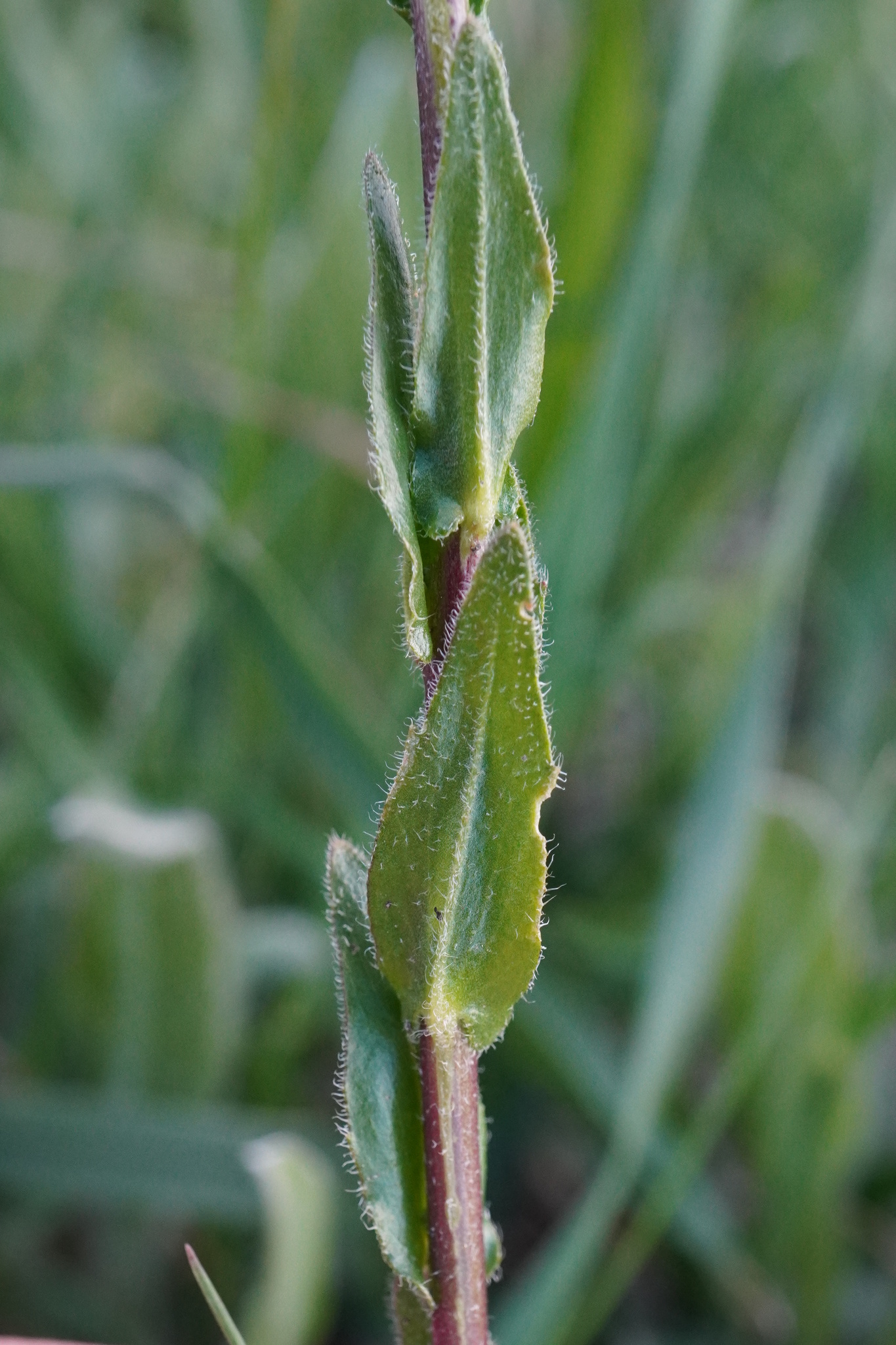
Liście

ŁodygaWyprostowana, pojedyncza, owłosiona. Wysokość przeważnie 10–80 cm. Jest w nasadzie odstająco owłosiona prostymi lub widlasto rozgałęzionymi włoskami, w górnej części zaś – włoskami mającymi 2–5 odgałęzień.
LiścieUlistnienie skrętoległe. Liście odziomkowe zwężone w ogonek, ząbkowane; łodygowe podługowate, przytulone do łodygi, uszka liściowe odstające.
KwiatyBiałe, kielich tak długi jak szypułka.
OwocWzniesione, czworograniaste i nieco spłaszczone łuszczyny o długości 15–35 mm i szerokości 1–2 mm. Na klapach dobrze widoczny nerw środkowy, koniec zakończony dzióbkiem. Nasiona oskrzydlone dookoła.

## Biologia i ekologia
Roślina dwuletnia lub bylina, hemikryptofit. Występuje na suchych łąkach, piaskach, murawach, w świetlistych zaroślach. Kwitnie od maja do lipca. W klasyfikacji zbiorowisk roślinnych gatunek charakterystyczny dla Cl. Festuco-Brometea. Liczba chromosomów 2n = 32.

## Zmienność
- Tworzy mieszańce z gęsiówką Gerarda.
- Odmiany botaniczne[3]:
  - Arabis hirsuta (L.) Scop. var. glabrata Torr. & A. Gray – występuje w Ameryce Północnej
  - Arabis hirsuta (L.) Scop. var. hirsuta (synonim Turritis hirsuta L.) – występuje w Azji i Europie